# Szańków
Szańków – wieś sołecka w Polsce położona w województwie mazowieckim, w powiecie łosickim, w gminie Łosice.
Od 1 stycznia 1973 do 4 października 1973 w gminie Olszanka. 5 października 1973 sołectwo Szańków włączono do gminy Łosice.
W latach 1975–1998 miejscowość administracyjnie należała do województwa bialskopodlaskiego.
Wierni Kościoła rzymskokatolickiego należą do parafii św. Jana Chrzciciela w Hadynowie.